# Миломир Тодоровић
Миломир Тодоровић (Преочица, код Витеза, 29. новембар 1965) је пензионисани генерал-мајор Војске Србије и бивши командант Гарде Војске Србије.

## Биографија
Рођен је 29. новембра 1965. године у Витезу, по националности Србин. Завршио је основну и средњу економску школу са одличним успехом. Примљен је у СКЈ са 16 година и 8 дана, као један од најмлађих чланова. После завршене средње школе отишао је на одслужење редовног војног рока где је добио највише војничко признање, значку "Примеран војник". Војни рок је служио у Гардијској моторизованој бригади ЈНА. По одслужењу војног рока одлази на ВА КоВ - смер специјалне јединице - војнополицијска специјалност, коју завршава 1990. године са просеком 9,55. По завршетку ВА КоВ, као потпоручник, одлази на прву дужност у Гардијску моторизовану бригаду. Током своје каријере прошао је све дужности у Гарди и од 2011. је постао командант ове јединице. На овој дужности је провео десет година. Активна војна служба престала му је 19. октобра 2021. године.

## Образовање
- Економска школа, 1984. године
- Војна академија КоВ - смер специјалне јединице - војнополицијска специјалност, 1990. године
- Генералштабна школа ВЈ, 2000. године
- Генералштабно усавршавање, 2008. године
- Високе студије безбедности и одбране, 2013. године
- Усавршавање за стратегијске руководиоце, 2017. године

## Радно искуство
- Командир вода војне полиције
- Командир чете војне полиције
- Заменик команданта батаљона војне полиције
- Командант батаљона војне полиције
- Командант батаљона опште подршке
- Начелник штаба, команда Гарде
- Заменик команданта, команда Гарде
- Командант Гарде Војске Србије и уједно ађутант председника Републике

## Напредовање
- потпоручник, 1990. године
- поручник, 1991. године
- капетан, 1994. године
- капетан прве класе, 1997. године
- мајор, 2000. године, ванредно
- потпуковник, 2004. године
- пуковник, 2009. године
- бригадни генерал 2011. године, ванредно
- генерал-мајор 2015. године, ванредно

## Одликовања

### Државна
- Орден белог орла са мачевима II степена
- Орден белог орла са мачевима III степена
- Медаља за храброст
- Медаља за ревносну војну службу за 30 година
- Војна спомен-медаља за учешће у борбеним дејствима СРЈ
- Војна спомен-медаља за учешће у борбеним дејствима СФРЈ
- Војна споменица за обележавање јубиларних годишњица Војске Србије
- Војна спомен-медаља за изузетне резултате у војној служби

### Црквена
- Орден Светог Симеона Мироточивог[2]

## Приватно
Ожењен је и отац је двоје деце са којима живи у Београду.